# Edgewood (Natchez, Mississippi)
Edgewood, también conocida como Edgewood Plantation, es una casa histórica cerca de Natchez, condado de Adams, Mississippi.

## Historia
Fue diseñado en estilo arquitectónico italiano por los arquitectos Howard & Diettel de Nueva Orleans y fue construido por el contratista Thomas Rose. Es una casa orientada al sur de dos pisos de altura en la parte delantera y tres plantas en la parte trasera. Tiene alas de servicio de dos pisos a ambos lados. Tiene un techo a cuatro aguas con un voladizo sostenido por ménsulas pareadas.
Tiene una fachada de color rosa oscuro.
Fue incluida en el Registro Nacional de Lugares Históricos desde 1979. 